# Liste der Kulturdenkmäler in Mehren (Eifel)
In der Liste der Kulturdenkmäler in Mehren sind alle Kulturdenkmäler der rheinland-pfälzischen Ortsgemeinde Mehren aufgeführt. Grundlage ist die Denkmalliste des Landes Rheinland-Pfalz (Stand: 17. Juli 2023).

## Einzeldenkmäler
| Bezeichnung                          | Lage                                                       | Baujahr                            | Beschreibung | Bild                           |
| ------------------------------------ | ---------------------------------------------------------- | ---------------------------------- | --- | ------------------------------ |
| Wohnhaus                             | Am Beckersberg 2 Lage                                      | zweite Hälfte des 19. Jahrhunderts | Wohnhaus, zweite Hälfte des 19. Jahrhunderts                                                                                             | Fotos hochladen                |
| Katholische Pfarrkirche St. Matthias | Hauptstraße Lage                                           | 1534                               | Westturm von 1825 an Schiff von 1965/66, ehemaliger Chor von 1534 einbezogen; Portal um 1700; Kirchhofskreuz, Sandstein, bezeichnet 1542 | weitere Bilder Fotos hochladen |
| Kriegerdenkmal                       | Hauptstraße, bei der Kirche Lage                           | 1920er Jahre                       | Kriegerdenkmal 1914/18 | Fotos hochladen                |
| Quereinhaus                          | Hauptstraße 12 Lage                                        | 1847                               | Quereinhaus, bezeichnet 1847 | Fotos hochladen                |
| Wohnhaus                             | Hauptstraße 14 Lage                                        |                                    | Fachwerkhaus, teilweise massiv | Fotos hochladen                |
| Wohnhaus                             | Hauptstraße 16 Lage                                        | 18. Jahrhundert                    | fünfachsiger Mansardwalmdachbau, wohl aus dem 18. Jahrhundert, Eingang aus der Mitte des 19. Jahrhunderts                                | Fotos hochladen                |
| Hofanlage                            | Poststraße 11 Lage                                         | um 1880                            | Winkelhof; klassizistischer Putzbau, um 1880, Stallscheune, Back- und Gesindehaus                                                        | Fotos hochladen                |
| Wohnhaus                             | Poststraße 17 Lage                                         | 1847                               | klassizistischer Putzbau, bezeichnet 1847                                                                                                | Fotos hochladen                |
| Wohnhaus                             | Steininger Straße 30 Lage                                  | 1608                               | Wohnhaus; Bruchsteinbau, teilweise aufgesetztes Fachwerk, 1608                                                                           | Fotos hochladen                |
| Heiligenhäuschen                     | südlich des Ortes an der K 16 Lage                         | 19. Jahrhundert                    | rund geschlossener Mauerblock, 19. Jahrhundert (?)                                                                                       | BW                             |
| Heiligenhäuschen                     | westlich des Ortes, nordöstlich des Weinfelder Maares Lage | 1770                               | Mauerblock, bezeichnet 1770 | BW                             |